# Tragedia del Rodi
Per tragedia del Rodi ci si riferisce al naufragio del motopeschereccio Rodi di San Benedetto del Tronto, avvenuto il 23 dicembre 1970 nelle acque antistanti la foce del fiume Tronto; nel naufragio perirono tutti i dieci occupanti dell’imbarcazione. 
Nonostante il relitto rovesciato del peschereccio fosse stato avvistato già nella mattina del 23 dicembre, a tre miglia circa dalla costa, le operazioni di recupero furono ritardate per diversi giorni, provocando una sollevazione popolare della cittadina marchigiana; solo il 29 dicembre una nave attrezzata agganciò il relitto, rimorchiandolo fino a Ortona. 

## L’antefatto
Il Rodi era un motopeschereccio per la pesca oceanica, costruito nei cantieri di Viareggio e varato nel 1966, facente capo alla società armatrice Aretusa. L’imbarcazione faceva base nel porto di San Benedetto del Tronto ed aveva un equipaggio in maggioranza composto da marinai sambenedettesi.
All’inizio di dicembre del 1970, terminato un ciclo di pesca nell’Oceano Atlantico, l’imbarcazione fu ricoverata a Venezia per lavori di manutenzione. Prese il largo da Venezia il 22 dicembre, con a bordo dieci persone (nove marinai ed un impiegato della società armatrice), diretto a San Benedetto del Tronto, ove avrebbe dovuto rimanere fermo per le festività natalizie.
Verso le ore 20.00 del 22 dicembre, il comandante comunicò via radio all’armatore il probabile ritardo, dovuto alle condizioni del mare ed al forte vento. Da quel momento furono persi i contatti.

## La scoperta del relitto
La mattina del 23 dicembre 1970, intorno alle 11:00, la nave cisterna “Mariangela Montanari”, in navigazione verso San Benedetto del Tronto, comunicò l’avvistamento dello scafo di una imbarcazione rovesciata, a circa tre miglia dalla foce del fiume Tronto.  Il relitto venne identificato rapidamente come quello del Rodi; dopo una prima perlustrazione marittima della zona, nel corso della quale non furono trovati superstiti o corpi, le operazioni vennero sospese e non venne dato corso al recupero dell’imbarcazione.  Il relitto cominciò ad imbarcare sabbia e fu lentamente spinto dalle correnti verso sud.

## La protesta popolare e il recupero
Il protrarsi della sospensione delle operazioni di recupero del relitto, peraltro a breve distanza dalla costa, causò forti proteste da parte della popolazione di San Benedetto del Tronto, della quale erano originarie quasi tutte le vittime. Le proteste sfociarono in una vera e propria rivolta quando, perdurando l’inazione dei soccorsi, un gran numero di abitanti della cittadina occupò la stazione ferroviaria, deponendo grossi oggetti e tronchi d’albero sui binari e occupando fisicamente la sede ferroviaria; fu anche bloccata la Statale Adriatica all’incrocio con la via Salaria.
I blocchi si protrassero per alcuni giorni, impedendo o rendendo molto difficoltoso il transito dei treni e il passaggio dei camion.
Finalmente, il 29 dicembre, la nave Micoperi 30, attrezzata con un pontone, raggiunse il relitto, oramai vicino a Ortona, e lo agganciò, rimorchiandolo fino al porto della cittadina abruzzese.
Nel relitto furono trovati i corpi di quattro vittime (Marcello Ciarrocchi, Silvano Falaschetti, Giovanni Liberati e Alteo Palestini). Le salme, portate nei locali della capitaneria di porto, alla presenza del pretore di Ortona, dottor Giuseppe Carrabba e del cancelliere Piccirilli sono state sottoposte ad accertamenti medico-legale da parte del dottor Alfredo Pettorossi, il quale ha stabilito che cause della morte sono, per tutti, asfissia da annegamento. I corpi di Agostino Di Felice e Ivo Mengoni furono restituiti dal mare in febbraio. I cadaveri dei rimanenti quattro membri dell’equipaggio non furono mai ritrovati.

## Le vittime
Nel naufragio morirono tutti i dieci componenti dell'equipaggio:
- Alteo Palestini, 28 anni, direttore macchine, di San Benedetto del Tronto;
- Domenico Miarelli, 40 anni, radiofonista, di Petrella Salto, residente a San Benedetto del Tronto; sposato con un figlio;
- Silvano Falaschetti, 16 anni, cuoco, di Monteprandone, al primo imbarco;
- Antonio Alessandrini, 21 anni, studente universitario, di Tortoreto, al primo viaggio: si imbarcò per guadagnare qualcosa per pagarsi gli studi;
- Francesco Pignati, 19 anni, pescatore, di San Benedetto del Tronto;
- Giovanni Palumbo, 17 anni (avrebbe compiuto 18 anni il 24 dicembre), pescatore, di Civitacampomarano, residente a San Benedetto del Tronto;
- Giovanni Liberati, 30 anni, ufficiale di coperta, di San Benedetto del Tronto;
- Marcello Ciarrocchi, 21 anni, perito elettrotecnico, di Colonnella, residente a San Benedetto del Tronto; si era imbarcato nella speranza di risparmiare qualcosa per un paio di anni;
- Agostino Di Felice, 28 anni, comandante, di Colonnella, residente a Martinsicuro; sposato, con un figlio;
- Ivo Mengoni, 42 anni, impiegato, di San Benedetto del Tronto, sposato; si era imbarcato per conto della società armatrice per controllare i lavori a Venezia.